# Не йди, не йди, дощику
«Не йди, не йди, дощику» (англ. Rain, Rain, Go Away) — науково-фантастичне оповідання американського письменника Айзека Азімова, вперше опубліковане у лютому 1959 в журналі Satellite Science Fiction. Увійшло до збірки «Купуємо Юпітер та інші історії» (1975).

## Сюжет
Історія про ідеальну сім'ю Сахаросів, нових сусідів сім'ї Райтів. Райти спантеличені тим, що Сахароси уникають будь-якого контакту з водою. Щоб дізнатися більше про них, Райти запросити їх піти на міський карнавал. Сахароси приносять з собою радіо налаштоване, на канал погоди і барометр. Коли їх радіо несподівано повідомляє про імовірність дощу, Сахароси починають панікувати і намагаються добратись до свого будинку. Коли вони вже добігають з автомобіля до будинку, їх застає дощ. Їхні обличчя починають зморщуватись і вони тануть. Райти, підбігши, виявляють, що Сахароси були зроблені з цукру.